# Контра Коста
Контра Коста (на английски: Contra Costa) е окръг в Калифорния. Окръжният му център е град Мартинес.

## География
Окръг Контра Коста е с обща площ от 2078 кв.км. (802 кв.мили).

## Население
Окръг Контра Коста е с население от 948 816 души. (2000) 447 души са отбелязали, че са от български произход на последното преброяване. (2000)

## Градове
- Аламо
- Антиок
- Байрън
- Бей Пойнт
- Брентуд
- Ел Серито
- Ел Собранте
- Клейтън
- Конкорд
- Крокет
- Лафайет
- Мартинес
- Морага
- Оринда
- Оукли
- Пинол
- Питсбърг
- Плезант Хил
- Порт Коста
- Ричмънд
- Родео
- Сан Пабло
- Сан Рамон
- Тара Хилс
- Уолнът Крийк
- Вайн Хил

## Съседни окръзи
- Аламида – на юг
- Марин - на запад (през моста Ричмънд-Сан Рафаел)
- Солано - (през Санфранциския залив)
- Сакраменто – на североизток
- Сан Уакин – на изток
- Сан Франциско – на югозапад (през Санфранциския залив)